# Бугар Павло Петрович
Павло́ Петро́вич Бу́гар (нар. 26 вересня 1955, Дніпропетровськ) — український музикант, співак, соліст фольклорного ансамблю Національної філармонії України «Веселі музики». Заслужений артист України (2000).

## Життєпис
1983 — закінчив Київський педагогічний інститут (викладач вокалу Л. Жербіна, викладач диригування А. Чміль).

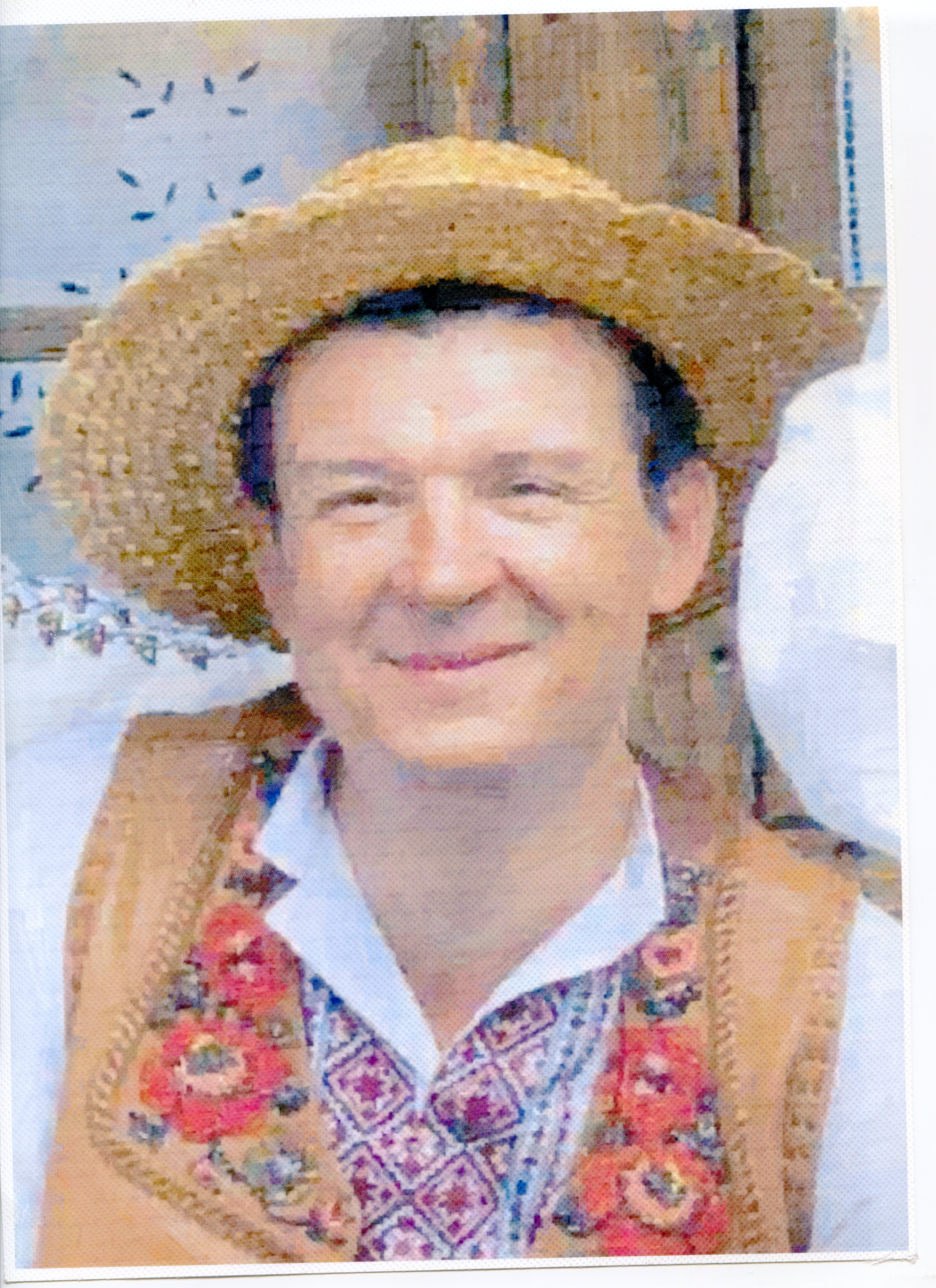
Заслужений Артист України

З 1982 року виступає в фольклорному ансамблі Національної філармонії України «Веселі музики» (народні духові інструменти, спів).
Побував на гастролях в Англії, Австрії, Бельгії, Болгарії, Голландії, США, Франції, Шотландії, Чехії, Словаччині, Польщі, Фінляндії, Ізраїлі, Греції, Німеччині.
1987 — Лауреат Всеукраїнського конкурсу артистів естради.
1988 — учасник концерту в ООН.
1990 — учасник фольк-фестивалю у Кальтенберзі (Німеччина).
1991 — учасник концерту перед Королівською родиною в Шотландії.
Брав участь у четвертому і п'ятому фестивалях миру в Единбурзі (Шотландія).
1995 року разом з ансамблем виступив на одній з найпрестижніших сцен Європи — у Мюнхенській філармонії.
2000 року йому було присвоєно звання заслуженого артиста України.